# Kvarkenrådet

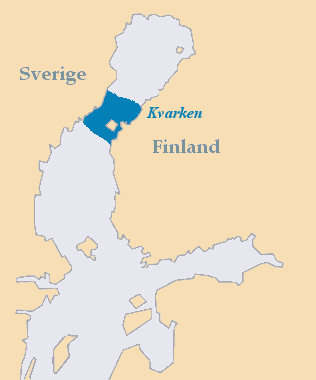
Kvarkenregionen betecknar regionerna kring Kvarken.

Kvarkenrådet är en gränsregional samarbetsorganisation i Kvarkenregionen. Dess huvudmedlemmar är Region Västerbotten, Örnsköldsviks kommun, de finska landskapen Österbotten, Södra Österbotten och Mellersta Österbotten, samt städerna Vasa, Seinäjoki, Karleby och Jakobstad. 

## Befolkning
De tre österbottniska landskapen har cirka 450 000 invånare, varav drygt 100 000 har svenska som modersmål. Den svenska delen av Kvarkenregionen omfattar 15 kommuner i Västerbottens län med cirka 250 000 invånare, samt Örnsköldsviks kommun i Västernorrlands län med cirka 60 000 invånare. Kvarkenregionen är glest befolkad, särskilt i Västerbottens läns inland.